# Плешков, Иван Иванович
Иван Иванович Плешков (17 января 1910, Кинешма — 29 апреля 1942, Ленинградская область) — командир огневого взвода батареи 245-го стрелкового полка, младший лейтенант.

## Биография
Родился в семье рабочего. Русский. Образование неполное среднее. Работал продавцом в магазине в Кинешме. Позднее жил городе Вышний Волочёк, работал на заводе слесарем.
В Красной Армии с 1932 года. Окончил артиллерийское училище. Участник войны с Финляндией в 1939—1940 годах. Младший лейтенант Плешков отличился в боях на Карельском перешейке, при прорыве линии Маннергейма.
18 декабря 1939 года в критическую минуту боя за хутор Антеролла Плешков выдвинул орудия на прямую наводку. Наводчик был ранен и командир сам встал за прицел, метким огнём уничтожили хорошо укрепленный дот. Несмотря на ранение в голову, продолжал в течение двух часов руководить огнём. Артиллеристы уничтожили много огневых средств врага, способствовали быстрому захвату важного вражеского рубежа. Младший лейтенант Плешков покинул поле боя только когда хутор был взят.
После госпиталя Плешков вернулся на фронт, участвовал в прорыве линии Маннергейма. 13 февраля 1940 года в ожесточенном бою у рощи Фигурной Плешков снова выкатил свои орудия на расстояние в 40-50 метров. Сначала в упор расстрелял сильно укрепленный дот, затем несколько огневых точек врага, тем самым расчищая путь нашей пехоте. В этом бою он два раза был ранен, но не покинул поле боя.
Указом Президиума Верховного Совета СССР от 21 марта 1940 года за образцовое выполнение боевых заданий командования на фронте борьбы с финской белогвардейщиной и проявленные при этом доблесть и мужество младшему лейтенанту Плешкову Ивану Ивановичу присвоено звание Героя Советского Союза с вручением ордена Ленина и медали «Золотая Звезда».
Участник Великой Отечественной войны с июня 1941 года. Сражался на подступах к Ленинграду, командовал артиллерийской батареей 245-го стрелкового полка 123-й стрелковой дивизии. Капитан Плешков был тяжело ранен в бою 28 апреля 1942 года осколками вражеской мины. Умер 29 апреля.
Похоронен на Шуваловском кладбище города Санкт-Петербурга.
Награждён орденом Ленина.
Его именем названа улица в городе Кинешма, на которой он жил. В аллее Героев у здания школы № 4 установлен бюст.

## Литература

Могила Плешкова на Шуваловском кладбище Санкт-Петербурга.